# Ферробор
Ферробор — сплав железа и бора (ферросплав), применяемый для легирования и модифицирования стали, чугуна и сплавов цветных металлов.

## Состав
Ферробор содержит 6—20 % бора, до 15 % кремния, до 12 % алюминия, примеси углерода, серы, фосфора, меди.
| Марка ферробора | B, не менее | Si   | Al    | C      | S      | P       | Cu     |
| --------------- | ----------- | ---- | ----- | ------ | ------ | ------- | ------ |
| ФБ20            | 20          | ≤ 2  | ≤ 3   | ≤ 0,05 | ≤ 0,01 | ≤ 0,015 | ≤ 0,05 |
| ФБ17            | 17          | ≤ 3  | ≤ 5   | ≤ 0,20 | ≤ 0,02 | ≤ 0,03  | ≤ 0,10 |
| ФБ17А           | 17          | ≤ 4  | ≤ 0,5 | ≤ 4    | -      | -       | -      |
| ФБ10            | 10          | 7-15 | 8-12  | -      | -      | -       | -      |
| ФБ10А           | 10          | ≤ 5  | 8-12  | -      | -      | -       | -      |
| ФБ6             | 6           | ≤ 12 | 6-12  | -      | -      | -       | -      |
| ФБ6А            | 6           | ≤ 5  | 6-12  | -      | -      | -       | -      |

## Получение
Ферробор может быть получен алюминотермической электроплавкой на блок. Основная часть шихты такого процесса — смесь боратовой руды и стружки вторичного алюминия. Вторая часть шихты (20—23 % от общей массы) — железотермитный осадитель, состоящий из железной окалины и алюминиевой стружки. Третья часть шихты — запальная смесь, включающая в себя обожжённую боратовую руду, железную окалину и вторичный алюминий.
Плавку ведут в электропечи, футерованной углеродистой массой или магнезитом (в зависимости от марки выплавляемого сплава). Процесс можно разделить на три периода:
- образование сплава;
- восстановление оксидов;
- обработка шлака осадителем.

Ванну печи на тележке закатывают под электроды. На подину загружают запальную смесь, поджигаемую дугой. После проплавления запальной смеси на образовавшемся расплаве зажигают дугу и проплавляют первую половину основной шихты. Затем, выключив дугу, проплавляют первую половину железотермитного осадителя, выпускают шлак, закрывают летку и проплавляют вторую половину шихты и осадителя. Температура расплава составляет 2023—2053 K. По окончании процесса второй раз выпускают шлак; металл оставляют в печи до полного затвердевания.
Расход на 1 тонну сплава с 5 % бора составляет:
- 1200 кг обожжённой руды;
- 500 кг вторичного алюминия в виде стружки и 60—70 кг алюминия в виде чушек;
- 130 кг стальной стружки;
- 380 кг окалины;
- 20 кг извести;
- 500 кВт·ч электроэнергии.

Извлечение бора в сплав — 60—65 %.

## Применение
Ферробор и другие борсодержащие лигатуры широко используются для легирования и модифицирования стали, чугуна, сплавов цветных металлов. Даже при небольших содержаниях в стали бор оказывает большое влияние на комплекс её механических свойств и позволяет экономить дефицитные легирующие элементы и энергетические ресурсы. Бор положительно влияет на прокаливаемость стали; задерживает распад аустенита в аустенитных сталях; при легировании чугуна — уменьшает выделение графита, увеличивает глубину отбела, повышает прочность и твёрдость отливок.